# Hairspray (musical)
Hairspray é um musical, o qual se baseia no filme Hairspray de John Waters, música de Marc Shaiman, letras de Scott Wittman e Shaiman, e libreto de Mark O'Donnell e Thomas Meehan. As canções incluem o estilo de música, dança e rhythm and blues dos anos 60. A trama ocorre em 1962, Baltimore, Maryland, o sonho da rechonchuda adolescente Tracy Turnblad é dançar no Collins Corny Show, um programa de dança da TV local baseado no real Buddy Deane Show. Quando Tracy ganha um papel na série, ela se torna uma celebridade durante a noite, e vira amiga de uma gama de personagens negros e não-brancos. Ela então lança uma campanha para tornar o show mais inclusivo. Hairspray é um comentário social sobre as injustiças da sociedade americana na década de 1960.
A produção original da Broadway estreou em 15 de agosto de 2002.
Em 2003 ele ganhou oito prêmios Tony, incluindo o de Melhor Musical, das treze indicações. Ele ficou em cartaz por mais de 2.500 performances e fechou em 4 de janeiro de 2009. Hairspray também teve turnês nacionais, uma produção em West End, inúmeras produções estrangeiras e foi adaptado como um filme musical de 2007. A produção de Londres foi nomeada para onze Laurence Olivier Awards, vencendo de Melhor Novo Musical e em três outras categorias.
A versão brasileira do musical foi dirigida por Miguel Falabella e estrelado por Edson Celulari, Arlete Salles, Danielle Winits, Jonatas Faro, Renata Brás e Simone Gutierrez. Uma nova montagem foi feita em 2024, passando pelo Rio de Janeiro e São Paulo, com Vânia Canto, Tiago Abravanel e Lindsay Paulino nos papeis principais. 

## Elenco
| Personagem          | Elenco Original da Broadway | Elenco Brasileiro (2010) | Elenco Brasileiro (2024) |
| ------------------- | --------------------------- | ------------------------ | ------------------------ |
| Tracy Turnblad      | Marissa Jaret Winokur       | Simone Gutierrez         | Vânia Canto              |
| Edna Turnblad       | Harvey Fierstein            | Edson Celulari           | Tiago Abravanel          |
| Wilbur Turnblad     | Dick Latessa                | Edgar Bustamante         | Lindsay Paulino          |
| Amber Von Tussie    | Laura Bell Bundy            | Danielle Winits          | Verônica Goeldi          |
| Velma Von Tussie    | Linda Hart                  | Arlete Salles            | Liane Maya               |
| Link Larkin         | Matthew Morrison            | Jonatas Faro             | Rodrigo Garcia           |
| Corny Collins       | Clarke Thorell              | Frederico Reuter         | Ivan Parente             |
| Penny Pingleton     | Kerry Butler                | Heloisa de Palma         | Pâmela Rossini           |
| Motormouth Maybelle | Mary Bond Davis             | Graça Cunha              | Aline Cunha              |
| Prudy Pringleton    | Jackie Hoffman              | Ivana Domenico           | Giovana Zotti            |
| Pequena Ines        | Danielle Eugênia Wilson     | Jeniffer Nascimento      | Emmy Oliveira            |